# Bébidjia
Bébidjia (Bébédjia) – miasto w Czadzie, w regionie Logon Wschodni, departament Nya; 28 195 mieszkańców (2009), położone na południu kraju.